# نوک‌شاخ میندورو
 نوک‌شاخ میندورو (نام علمی: Penelopides mindorensis) نام گونه‌ای از تیره نوک‌شاخ است.